# Protopsychoda hammanaensis
Protopsychoda hammanaensis är en tvåvingeart som beskrevs av Azar , Nel, Solignac, Paicheler och Philippe Bouchet 1999. Protopsychoda hammanaensis ingår i släktet Protopsychoda och familjen fjärilsmyggor.
Artens utbredningsområde är Libanon. Inga underarter finns listade i Catalogue of Life.